# Diabla Góra (osada leśna)
Diabla Góra – osada leśna w Polsce położona w województwie warmińsko-mazurskim, w powiecie giżyckim, w gminie Kruklanki.
W latach 1975–1998 miejscowość należała administracyjnie do województwa suwalskiego.
Do 31 grudnia 2009 osada nazywała się Czarcia Góra.
Położona w okolicach jeziora Łękuk.